# Danh sách thể loại nhạc rock
Đây là một danh sách các thể loại nhạc rock bao gồm các tiểu thể loại của âm nhạc mang tính đại chúng có nguồn gốc từ thể loại nhạc rock and roll trong thập niên 1940 và 1950, và đã phát triển thành một bản sắc riêng biệt với tên gọi nhạc rock trong thập niên 1960, đặc biệt là ở Vương quốc Anh và Hoa Kỳ. Cuối thập niên 1960, một số tiểu thể loại có thể phân biệt được của nhạc rock đã xuất hiện, bao gồm các thể loại kết hợp như blues rock, folk rock, country rock, và jazz-rock fusion, chúng đã có nhiều đóng góp vào sự phát triển của psychedelic rock chịu ảnh hưởng bởi phản văn hóa gắn liền với ma túy. Những thể loại mới xuất hiện từ quang cảnh chung này bao gồm progressive rock, thể loại có công mở rộng các yếu tố nghệ thuật; glam rock, với vai trò nổi bật của công nghệ quảng bá và phong cách thị giác đặc trưng sử dụng nhiều màu sắc; và các tiểu thể loại chính mang tính đa dạng và có sức sống lâu bền của heavy metal, trong đó nhấn mạnh khối lượng, sức mạnh và tốc độ. Trong nửa sau thập niên 1970, punk rock đóng cả hai vai trò tăng cường và phản ứng lại một vài thể loại trong tập hợp bên trên để tạo ra một thứ âm nhạc thô ráp, tràn đầy năng lượng, đặc trưng bởi những lời phê bình về chính trị và xã hội một cách công khai, không giấu giếm. Punk tạo ra ảnh hưởng vào thập niên 1980 tới sự phát triển tiếp theo của các tiểu thể loại khác, bao gồm new wave, post-punk và cuối cùng là phong trào alternative rock. Từ những năm 1990, alternative rock bắt đầu thống trị nhạc rock và bước vào đời sống âm nhạc chính thống trong các hình thức grunge, Britpop, và indie rock. Các tiểu thể loại kết hợp xa hơn xuất hiện kể từ khi có những nỗ lực có ý thức để vận dụng trở lại các yếu tố trong lịch sử nhạc rock.
- 2 Tone
- Acid rock
- Afro punk
- Alternative country
- Alternative dance
- Alternative metal
- Alternative rock
- Anatolian rock
- Art punk
- Art rock
- Baroque pop
- Baggy
- Bandana Thrash
- Beat
- Bent edge
- Big beat
- Bisrock
- Black metal
- Blues-rock
- Brazilian thrash metal
- Breakcore
- Britpop
- Canterbury sound
- Cello rock
- Celtic punk
- Celtic metal
- Celtic rock
- Chicano rock
- Christian metal
- Christian punk
- Christian rock
- Coldwave
- College rock
- Comedy rock
- Country rock
- Cowpunk
- Crossover thrash
- Crunkcore
- Crust punk
- Dance-punk
- Dance-rock
- Dark cabaret
- Dark rock
- Darkwave
- D-beat
- Death 'n' roll
- Deathcore
- Death/doom
- Deathgrind
- Death metal
- Death rock
- Digital hardcore
- Djent
- Doom metal
- Dream pop
- Drone metal
- Dunedin sound
- Electric folk
- Electronicore
- Electronic rock
- Electroclash
- Emo
- Ethereal Wave
- Experimental metal
- Experimental rock
- Extreme metal
- Folk metal
- Folk punk
- Folk rock
- Funk metal
- Funk rock
- Garage punk
- Garage rock
- Glam metal
- Glam punk
- Glam rock
- Goregrind
- Gothabilly
- Gothic metal
- Gothic rock
- Grebo
- Grindcore
- Grindie
- Groove metal
- Group Sounds
- Grunge
- Gypsy punk
- Hard rock
- Hardcore punk
- Heartland rock
- Heavy metal
- Horror punk
- Indie pop
- Indie rock
- Indietronica
- Indorock
- Industrial metal
- Industrial rock
- Instrumental rock
- Jangle pop
- Jersey Shore sound
- Krautrock
- Madchester
- Manila Sound
- Mathcore
- Math rock
- Medieval folk rock
- Medieval metal
- Melodic death metal
- Melodic hardcore
- Merseybeat
- Metalcore
- Mod revival
- Nardcore
- Neue Deutsche Härte
- Neue Deutsche Welle
- Neo-classical metal
- Neoclassical dark wave
- Neo-prog
- Neo-psychedelia
- New Prog
- New rave
- New Wave
- New Wave of American Heavy Metal
- New Wave of British Heavy Metal
- New Wave of New Wave
- New Weird America
- Nintendocore
- Noise pop
- Noise rock
- Nu gaze
- Nu metal
- Oi!
- Ostrock
- Pagan metal
- Pagan rock
- Paisley underground
- Pinoy rock
- Pop punk
- Pop rock
- Pornogrind
- Post-Britpop
- Post-grunge
- Post-hardcore
- Post-metal
- Post-punk
- Post-punk revival
- Post-rock
- Power pop
- Power metal
- Powerviolence
- Progressive metal
- Progressive rock
- Protopunk
- Psychedelic rock
- Psychobilly
- Pub rock
- Punk blues
- Punk jazz
- Punk rock
- Queercore
- Raga rock
- Rapcore
- Rap metal
- Rap rock
- Reggae rock
- Riot grrrl
- Rock Against Communism
- Rock and roll
- Rockabilly
- Rock in Opposition
- Roots rock
- Sadcore
- Samba-rock
- Screamo
- Shoegazing
- Shock rock
- Ska-core
- Ska punk
- Skate punk
- Skate rock
- Slowcore
- Sludge metal
- Soft rock
- Southern metal
- Southern rock
- Space rock
- Speed metal
- Straight edge
- Stoner doom
- Stoner metal
- Stoner rock
- Street punk
- Sufi rock
- Sunshine pop
- Surf music
- Swamp pop
- Swedish death metal
- Symphonic black metal
- Symphonic gothic metal
- Symphonic metal
- Symphonic power metal
- Symphonic rock
- Synthpop
- Synthpunk
- Synthrock
- Taqwacore
- Technical death metal
- Teutonic thrash metal
- Third Wave Ska
- Thrashcore
- Thrash metal
- Traditional heavy metal
- Tulsa Sound
- Twee pop
- Unblack metal
- Viking metal
- Viking rock
- Visual kei
- Youth crew
- War metal
- Wizard rock
- Zeuhl